# Gaj (Osiek)
Gaj – część miasta Osiek w Polsce położona w województwie świętokrzyskim, w powiecie staszowskim, w gminie Osiek. Obecnie osiedle domków jednorodzinnych w Osieku, położone na wzgórzu, otoczone licznymi, gęstymi lasami, w sąsiedztwie kopalni Siarki OSIEK. Nie posiada odrębnych władz administracyjnych, należy do miasta Osiek.

## Nazwa
Polskie nazwy miejscowe Gaj wywodzą się od gaju - staropolskiej nazwy małego liściastego lasu, która pierwotnie oznaczała wydzieloną część lasu lub małego odosobnionego i zalesionego obszaru używanego przez okoliczną ludność do celów kultowych. Gaj pełnił wśród Słowian analogiczne funkcje jakie w innych kulturach pogańskich pełnił święty gaj .

## Historia
W przeszłości była to część przysiółka Osieczko, przynależącego do Osieka. W wyniku rozrostu dzisiejszego miasta Osiek, włączono w jego skład przysiółek Osieczko, w tym Gaj, który przekształcił się na odrębne osiedle mieszkaniowe. Zdarzenia te miały miejsce razem z odzyskaniem przez Osiek praw miejskich w 1992 roku. A odebranych Osiekowi przez władze ówczesnego zaborcy rosyjskiego za udzielanie pomoc powstańcom przez ludność miejscową (lokalną) w 1864 roku.

## Geografia
Integralna część miasta Osiek – Gaj położona jest 14,3 km na północny wschód od Połańca; 18,7 km na zachód, południowy zachód od Tarnobrzega; 20 km na wschód, południowy wschód od Staszowa i 24,5 km na zachód, północny zachód od Nowej Dęby leżąc na wysokości 151,6 m n.p.m.

## Lokalizacja
Samo osiedle znajduje się między włościami kopalni Siarki OSIEK, ulicą Partyzantów, ulicą Jagiellońską i ulicą Wiślaną. W dużej mierze zabudowane jest domkami jednorodzinnymi z lat 70., 80., 90. XX wieku, jak i nowszymi.